# Breviculum ex artibus Raimundi Lulli
Das Breviculum ex artibus Raimundi Lulli electum, auch Electorium parvum, ist eine Handschrift und eine der wichtigsten Quellen zum katalanischen Philosophen Ramon Llull. Es enthält die kürzeste von drei Kompilationen der Grundideen Llulls.

## Geschichte und Provenienz

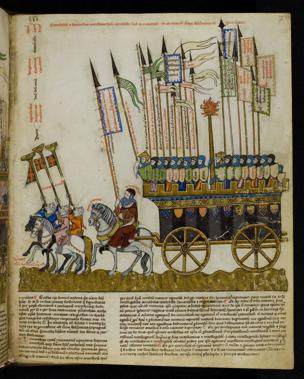
Breviculum ex artibus Raimundi Lulli electum – St. Peter perg. 92

Das Breviculum  entstand unter der Ägide von Llulls Schüler Thomas le Myésier (gest. 1336). Es ist vor allem wegen seiner zwölf ganzseitigen Miniaturen bekannt, die Szenen aus Ramon Llulls Leben darstellen. Da die Handschrift kurz nach dem Tod Llulls (1316) unter der unmittelbaren Aufsicht seines Schülers in Nordfrankreich entstanden sein muss, kann man vermuten, dass die Darstellungen seinem realen Aussehen zumindest nahekommen. Das macht die Bilder so wertvoll, denn naturgetreue Porträts von Personen des Mittelalters sind selten. Wegen ihrer kunstvollen Ausstattung nimmt sie aber ohnedies eine besondere Rolle ein: „Unter der großen Zahl der Handschriften, die das umfangreiche Werk des katalanischen Philosophen, Theologen und Dichters Ramon Lull (Raimundus Lullus) überliefern, ist der Karlsruher Kodex das Prunkstück.“
Thomas le Myésier fertigte drei Kompilationen von Llulls Hauptwerk an: das Electorium magnum (heute Paris, Bibliothèque nationale, Ms. lat. 15450), das Electorium medium (heute verschollen) und das Electorium parvum (heute Karlsruhe, Badische Landesbibliothek, Cod. St. Peter perg. 92). Während er die ersten beiden wohl selbst behielt, widmete er das Breviculum der französischen Königin Johanna von Burgund-Artois und überreichte es ihr als Geschenk. Die Handschrift erlebte danach eine bewegte Geschichte. Zunächst noch in Paris, befand sie sich zu Beginn des 16. Jahrhunderts im westfranzösischen Poitiers im Besitz eines Domherrn an der Kathedrale St. Pierre. Er vererbte sie 1582 seinen beiden Neffen; was dann mit ihr geschah, ist ungewiss. 1736 kaufte Ulrich Bürgi, Abt des Benediktinerklosters St. Peter auf dem Schwarzwald, sie vom Freiburger Juristen Joseph Anton Weigel. Als das Kloster 1806/07 säkularisiert wurde, brachte man die Handschrift mit vielen weiteren Schätzen der Klosterbibliothek in die Hofbibliothek des Großherzogs von Baden in Karlsruhe. Diese Handschriften verwahrt heute die Badische Landesbibliothek als direkte Nachfolgerin der Hofbibliothek.